# Apòdids
Els apòdids, comunament anomenats falcillots, avions, falcies, falcilles, falciots o magalls, són una família d'ocells de l'ordre dels apodiformes. Comprèn aus de dimensions bastant petites que menen una vida exclusivament aèria. Ocupen regions temperades i hivernen a les regions tropicals, ja que són fortament migratoris. Els seus nius són emprats a l'Orient amb fins gastronòmics, puix que amb ells es preparen confitures, acompanyaments de plats i la coneguda sopa de niu d'oreneta, entre altres preparacions culinàries.

## Morfologia

Il·lustració dAerodramus unicolor.

Tenen el cap ample, la cua forcada i les ales en forma de falç. Les ales, especialment les plomes rèmiges primàries, són molt desenvolupades, la qual cosa fa que siguin excel·lents voladors. Les potes són molt curtes i estan proveïdes de quatre dits dirigits tots cap endavant, cosa que els impedeix de posar-se en cables o arbres (per emprendre el vol ho han de fer des d'un lloc elevat a causa de la seua particular anatomia). En canvi, tenen ungles fortes per poder-se subjectar a les parets. El bec és curt i ample i mentre volen el mantenen obert, cosa que els permet capturar tota classe d'insectes voladors.

## Ecologia

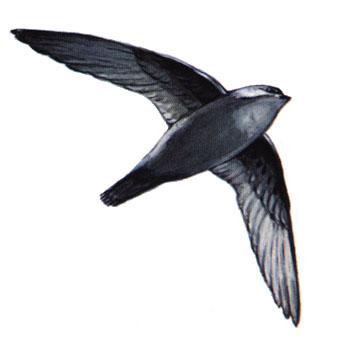
Chaetura pelagica

Cacen insectes al vol. Totes les espècies d'aquesta família viuen en l'aire: estan volant contínuament durant el dia (poden moure's a més de 100 km/h), i es refugien de nit en forats que també aprofiten per a nidificar. Fan totes les seues activitats en l'aire, i arriben fins i tot a copular i àdhuc dormir tot volant o planant per les altures. Tenen la capacitat de quedar-se en estat letàrgic de repòs, opció que pocs ocells poden permetre's.
Construeixen un niu sospès a l'aire, enganxat a les parets naturals o edificades gràcies a la seua secreció salival.

## Taxonomia

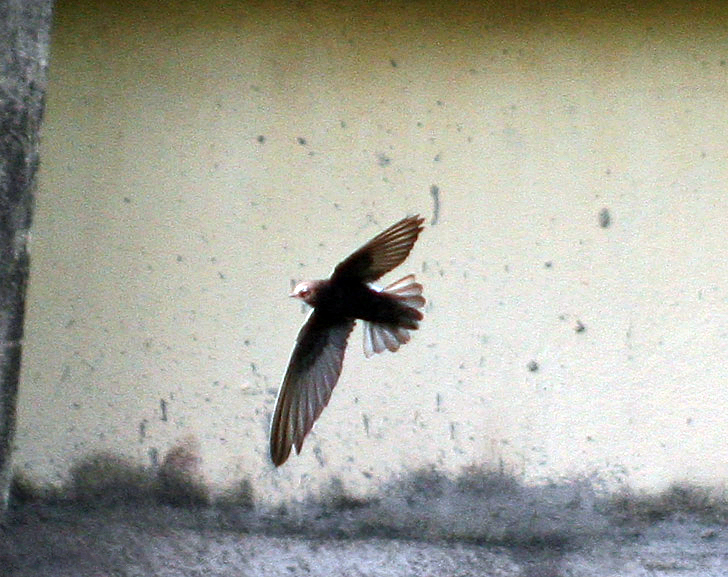
Falciot cuablanc comú (Apus affinis) fotografiat a Calcuta (Bengala Occidental, Índia).

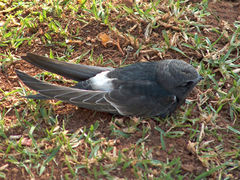
Falciot cuablanc africà (Apus caffer)

Aquesta família s'ha classificat en dues subfamílies i conté 19 gèneres amb 113 espècies:
- Subfamília Cypseloidinae
  - Cypseloides, amb 8 espècies.
  - Streptoprocne, amb 5 espècies.
- Subfamília Apodinae
  - Tribu Collocalini
    - Hydrochous, amb una espècie: salangana gegant (Hydrochous gigas).
    - Collocalia, amb 11 espècies.
    - Aerodramus, amb 28 espècies.
    - Schoutedenapus, amb una espècie: falciot cuallarg de Shoa (Schoutedenapus myoptilus).

  - Tribu Chaeturini
    - Mearnsia, amb dues espècies.
    - Zoonavena, amb tres espècies.
    - Telacanthura, amb dues espècies.
    - Rhaphidura, amb dues espècies.
    - Neafrapus, amb dues espècies.
    - Hirundapus, amb 4 espècies.
    - Chaetura, amb 11 espècies.

  - Tribu Apodini
    - Aeronautes, amb tres espècies.
    - Tachornis, amb tres espècies.
    - Panyptila, amb dues espècies.
    - Cypsiurus, amb tres espècies.
    - Tachymarptis, amb dues espècies.
    - Apus, amb 20 espècies.